# Арсенальці (фільм)
«Арсенальці» (інша назва — «Червоний Арсенал») — український радянський втрачений короткометражний німий агітфільм 1925 року, який створив режисер Лесь Курбас. Перші перегляди стрічки відбулись в березні 1925 року. Стрічка була включена в другий номер кіножурналу ВУФКУ «Маховик».

## Сюжет
Прославляння заколоту проти української влади — Центральної ради з допомогою російсько-комуністичних агентів впливу в роки російсько-української війни.

## У ролях
| Ім'я та прізвище актора | Роль                                                                                        |
| ----------------------- | ------------------------------------------------------------------------------------------- |
| • Амвросій Бучма        | робітник заводу «Арсенал», перевдягнений студентом; він же — перевдягнений старим генералом |
| • Валентина Чистякова   | робітниця Віра, перевдягнена панночкою                                                      |
| • Леонід Чембарський    | начальник штабу, полковник                                                                  |
| • Павло Долина          | старий робітник                                                                             |
| • Теодор Брайнін        | молодий робітник; друга роль — біржовик                                                     |
| • Олександр Сашин       | козак                                                                                       |
| • Осип Мерлатті         | козак                                                                                       |
| • Леонід Хазанов        | черкес                                                                                      |
| • Семен Свашенко        | прапорщик                                                                                   |
| • Олександр Перегуда    | підпільник                                                                                  |
| • Дмитро Федоровський   | солдат                                                                                      |

## Історія створення
Улітку 1924 року ВУФКУ
укладає річний контракт із режисером театру «Березіль» Лесем Курбасом. За рік своєї праці у ВУФКУ Курбас зумів зняти три фільми що вийшли в кіножурналі «Маховик»: Вендетта, Макдональд, та Арсенальці.

## Додаткова література
- Миславський Володимир. Історія українського кіно 1896–1930: факти і документи. — Харків : «Дім Реклами», 2018. — Т. 1. — С. 205-206. — ISBN 978-966-2149-66-1.
- Богдан Козак. Життя і творчість Леся Курбаса: в рецепції українського театрознавства. — Львів; Київ; Харків : Літопис, 2012. — С. 38-44. — ISBN 978–966–8853–22–7.
- Людмила Пуха. Кінематограф Леся Курбаса. — Черкаси : Сіяч, 1999. — 107 с. — ISBN 966-564-036-4.